# Richfield (Utah)
Richfield – miasto w Stanach Zjednoczonych, w stanie Utah, siedziba administracyjna hrabstwa Sevier.